# Zambrów (gemeente)
De gemeente Zambrów is een landgemeente in het Poolse woiwodschap Podlachië, in powiat Zambrowski.
De zetel van de gemeente is in Zambrów.
Op 30 juni 2004 telde de gemeente 8730 inwoners.

## Oppervlakte gegevens
In 2002 bedroeg de totale oppervlakte van gemeente Zambrów 298,98 km², waarvan:
- agrarisch gebied: 50%
- bossen: 15%

De gemeente beslaat 40,78% van de totale oppervlakte van de powiat.

## Demografie
Stand op 30 juni 2004:
| Omschrijving                   | Totaal | Totaal | Vrouwen | Vrouwen | Mannen | Mannen |
| ------------------------------ | ------ | ------ | ------- | ------- | ------ | ------ |
| eenheid                        | aantal | %      | aantal  | %       | aantal | %      |
| inwoners                       | 8730   | 100    | 4264    | 48,8    | 4466   | 51,2   |
| bevolkingsdichtheid (inw./km²) | 29,2   | 29,2   | 14,3    | 14,3    | 14,9   | 14,9   |

In 2002 bedroeg het gemiddelde inkomen per inwoner 1061,22 zł.

## Plaatsen
Bacze Mokre, Boruty-Goski, Brajczewo-Sierzputy, Chmiele-Pogorzele, Chorzele, Cieciorki, Czartosy, Czerwony Bór, Dąbki-Łętownica, Długobórz Drugi, Długobórz Pierwszy, Gardlin, Goski Duże, Goski-Pełki, Grabówka, Grochy-Łętownica, Grochy-Pogorzele, Grzymały, Klimasze, Konopki-Jabłoń, Konopki-Jałbrzyków Stok, Koziki-Jałbrzyków Stok, Krajewo Białe, Krajewo-Borowe, Krajewo-Ćwikły, Krajewo-Korytki, Krajewo-Łętowo, Łady-Borowe, Łady Polne, Łosie-Dołęgi, Nagórki-Jabłoń, Nowe Wierzbowo, Nowe Zakrzewo, Nowy Borek, Nowy Laskowiec, Nowy Skarżyn, Osowiec, Pęsy-Lipno, Polki-Teklin, Poryte-Jabłoń, Przeździecko-Drogoszewo, Przeździecko-Mroczki, Pstrągi-Gniewoty, Rykacze, Sasiny, Sędziwuje, Stare Krajewo, Stare Wądołki, Stare Zakrzewo, Stary Laskowiec, Stary Skarżyn, Szeligi-Kolonia, Szeligi-Leśnica, Śledzie, Tabędz, Tarnowo-Goski, Wądołki-Borowe, Wądołki-Bućki, Wdziękoń Drugi, Wdziękoń Pierwszy, Wierzbowo-Wieś, Wiśniewo, Wola Zambrowska, Wola Zambrzycka, Zagroby-Łętownica, Zagroby-Zakrzewo, Zaręby-Grzymały, Zaręby-Kramki, Zaręby-Kromki, Zaręby-Krztęki, Zaręby-Świeżki, Zbrzeźnica.

## Aangrenzende gemeenten
Andrzejewo, Czyżew-Osada, Łomża, Kołaki Kościelne, Rutki, Szumowo, Śniadowo, Wysokie Mazowieckie, Zambrów